# جوایز امی
جایزهٔ اِمی (به انگلیسی: Emmy Award) یک جایزهٔ آمریکایی برای تولیدات تلویزیونی است که عموماً به‌عنوان معادل اسکار برای تلویزیون دانسته می‌شود.
پاداش اِمی توسط سه سازمان مرتبط اما مستقل از هم به برندگان اعطا می‌شود:
- آکادمی هنرها و علوم تلویزیون، جایزهٔ ملی اِمی را به برنامه‌های اول وقت (به انگلیسی: primetime) غیر ورزشی تلویزیون‌های آمریکا می‌دهد،
- آکادمی ملی هنرها و علوم تلویزیون، جایزهٔ اِمی را به برنامه‌های روزانه ورزشی، خبری و مستند تلویزیون‌های آمریکا می‌دهد،
- آکادمی بین‌المللی هنرها و علوم تلویزیون جایزهٔ اِمی را به برنامه‌های تلویزیونی تولید شده در خارج از آمریکا اعطا می‌کند.

دو جایزهٔ اول از شهرت بیشتری برخوردار هستند و تحت عنوان «جوایز هنرهای خلاق امی» (به انگلیسی: Creative Arts Emmys) شناخته می‌شوند.
سابقهٔ جایزهٔ اِمی به سال ۱۹۴۹ میلادی بازمی‌گردد، اما به تدریج جوایز متنوع‌تر شده‌است. به‌عنوان نمونه، جایزهٔ مربوط به برنامه‌های روزانه، نخستین‌بار در سال ۱۹۷۲ اعطا شده و از سال ۱۹۷۴ به‌طور مستقل برگزار می‌شده‌ است.